# From Vegas to Macau II
From Vegas to Macau II (De Vegas Para Macau 2 (título em Portugal) ou O Mestre Dos Jogos 2 (título no Brasil)), é um filme chinês-honconguês de gênero comédia, escrito e dirigido por Wong Jing e estrelado por Chow Yun-fat, Nick Cheung, Carina Lau, Shawn Yue, Angela Wang e Michelle Hu. É a sequência de From Vegas to Macau. O filme está disponível em formato 3D. Sua outra parte (From Vegas to Macau III) foi lançado em 8 de fevereiro de 2016.

## Elenco
- Chow Yun-fat, como  Ken / Ko Chun
- Nick Cheung, como Mark
- Carina Lau, como Molly
- Shawn Yue, como Vincent
- Angela Wang, como Yan
- Michelle Hu, Purple
- David Chiang, como Victor
- Kimmy Tong, como Rainbow[4]
- Philip Keung, como Ma Tai-fat
- Wu Yue, como Vincent
- Jin Qiaoqiao, como Aoi
- Kenny Wong, como Ben, Polícial da Interpol
- Derek Tsang, como Policial da Interpol
- Connie Man, como Jackie
- Rebecca Zhu, como Policial da Interpol
- Samantha Ko, como Executora de Hoi
- Jacky Cai, como Executor de Aoi
- Ken Lo, como Muay Thai
- Treechada Petcharat, como apThai
- Candy Chang, como Executora
- Bella Lo, como Victor
- Julio Acconci, como Do Min-shui
- Hazel Tong, como Policial da Interpol
- Dominic Ho, como Policial da Interpol
- Wang Zizi, como Executor de Aoi
- Jolie Fan, como Negociante de casino

### Convidados
- Yuan Quan, como esposa deMark
- Natalie Meng, como Trapaceiro de mahjong
- Eric Tsang, como Donnie Yen
- Natalis Chan, como Champ
- Wong Jing, como Smartie
- Felix Lok, como Mr. Hon
- Aman Chang, como Jiang
- Andy Lau, como Michael

## Bilheteria
Em março de de 2015, o filme avia ganhando um total de 157 milhões de dólares na China.